# Storträsket (Piteå socken, Norrbotten)
Storträsket är en sjö i Piteå kommun i Norrbotten och ingår i Alterälven-Piteälvens kustområde. Sjön är 4,3 meter djup, har en yta på 1,07 kvadratkilometer och befinner sig 21 meter över havet.

## Delavrinningsområde
Storträsket ingår i det delavrinningsområde (725610-176883) som SMHI kallar för Utloppet av Storträsket. Medelhöjden är 26 meter över havet och ytan är 4,26 kvadratkilometer. Det finns inga avrinningsområden uppströms utan avrinningsområdet är högsta punkten. Avrinningsområdets utflöde mynnar i havet. Avrinningsområdet består mestadels av skog (63 procent). Avrinningsområdet har 1,11 kvadratkilometer vattenytor vilket ger det en sjöprocent på 26 procent. Bebyggelsen i området täcker en yta av 0,11 kvadratkilometer eller 2 procent av avrinningsområdet.